# フウシオスタジオ
フウシオスタジオ株式会社（英: Husio Studio）は、かつて存在した日本のアニメ制作会社。

## 歴史
2012年、アニメーション作家のホッチカズヒロとマッドハウスを経て日本アニメーションで制作を務めた齋藤友紀を中心に設立。以来、マッドハウス制作作品のグロス請けを中心に活動。
2015年、『古町と団五郎 〜夢のビーチ♡古町のアイドルオーディション!〜』で初の制作元請けを手掛ける。2016年から2018年まで『少年アシベ GO!GO!ゴマちゃん』でブリッジと共同制作を手掛けた。
2017年、創業者のホッチカズヒロが代表取締役を退任。2018年2月に初代代表取締役兼プロデューサーの齋藤友紀が設立した「studioぱれっと」がフウシオスタジオの事業を引き継ぐことになり、活動を停止した。
2020年、事業清算の上、廃業した。

## 作品

### テレビアニメ
- 少年アシベ GO! GO! ゴマちゃん（共同制作:ブリッジ、2016年4月-2018年2月（第1 - 64話））[3]

### Webアニメ
- 古町と団五郎 〜夢のビーチ♡古町のアイドルオーディション!〜（2015年）[2]

### 制作協力
- BTOOOM!（制作元請：マッドハウス、各話制作協力、2012年）
- ハヤテのごとく! CAN’T TAKE MY EYES OFF YOU（制作元請：マングローブ、第7話制作協力、2012年）
- ぼくは王さま「あいうえおうさま」（制作元請：グラフィニカ、各話制作協力、2013年）
- 進撃の巨人（制作元請：WIT STUDIO、第5話制作協力、2013年）
- ゆゆ式（制作元請：キネマシトラス、第10話制作協力、2013年）
- 銀河機攻隊マジェスティックプリンス（制作元請：動画工房、第13話制作協力、2013年）
- マジでオタクなイングリッシュ!りぼんちゃん 〜英語で戦う魔法少女〜（制作元請：アニメインターナショナルカンパニー、各話制作協力、2013年）
- 熱風海陸ブシロード（制作元請：キネマシトラス・オレンジ、制作協力、2013年）
- 劇場版 HUNTER×HUNTER -The LAST MISSION-（制作元請：マッドハウス、制作協力、2013年）
- サムライフラメンコ（制作元請：マングローブ、各話制作協力、2014年）
- とある飛空士への恋歌（制作元請：トムス・エンタテインメント、第10話制作協力、2014年）
- ノーゲーム・ノーライフ（制作元請：マッドハウス、第7話制作協力、2014年）
- モモキュンソード（制作元請：トライスラッシュ・project No.9、第4話制作協力、2014年）
- 東京喰種トーキョーグール（制作元請：studioぴえろ、各話制作協力、2014年）
- 寄生獣 セイの格率（制作元請：マッドハウス、各話制作協力、2014年-2015年）
- 聖剣使いの禁呪詠唱（制作元請：ディオメディア、各話制作協力、2015年）
- 東京喰種トーキョーグール√A（制作元請：studioぴえろ、第6話制作協力、2015年）
- ジョジョの奇妙な冒険 スターダストクルセイダース（制作元請：david production、第42話制作協力、2015年）
- 六花の勇者（制作元請：パッショーネ、第5話制作協力、2015年）
- デュエル・マスターズ VSR（制作元請：アセンション、各話制作協力、2015年-2016年）
- 対魔導学園35試験小隊（制作元請：SILVER LINK.、第10話制作協力、2015年）
- 俺がお嬢様学校に「庶民サンプル」としてゲッツされた件（制作元請：SILVER LINK.、第11話制作協力、2015年）
- デュエル・マスターズ VSRF（制作元請：アセンション、各話制作協力、2016年-2017年）
- SUPER LOVERS（制作元請：スタジオディーン、第9話制作協力、2016年）
- 将国のアルタイル（制作元請：MAPPA、制作協力、2016年）
- Fate/kaleid liner プリズマ☆イリヤ ドライ!!（制作元請：SILVER LINK.、第7話制作協力、2016年）
- ALL OUT!!（制作元請：トムス・エンタテインメント・マッドハウス、第15話制作協力、2017年）
- 劇場版ポケットモンスター キミにきめた!（制作元請：オー・エル・エム、制作協力、2017年）
- ノーゲーム・ノーライフ ゼロ（制作元請：マッドハウス、コンセプトアート制作、2017年）
- デュエル・マスターズ (2017年版)（制作元請：アセンション、各話制作協力、2017年-2018年）

### その他
- ナノ『Nevereverland』MV（キャラクターアニメーション部分の原画・動画・TP、2013年）
- NHKみんなのうた ゆず『友 〜旅立ちの時〜』（映像・CDジャケットイラスト、2013年）
- カフェちゃんとブレークタイム コミックス1巻発売記念PV（2015年）

## 関連人物
- ホッチカズヒロ
- 斉藤友紀